# Метро 2034
Метро 2034 е постапокалиптичен роман на руския писател Дмитрий Глуховски. Това е втората книга от трилогията „Метро“ продължение на Метро 2033.

## История
Както и всички произведения на Глуховски, „Метро 2034“ се публикува в интернет, като на всеки две седмици е пускана нова глава. В блога на писателя са публикувани 13 глави преди да книгата да бъде отпечатана на 16 март 2009 г. Впоследствие публикациите на отделни глави продължават още известно време.
В България „Метро 2034“ е издадена през 2012 г. от Сиела.

## Сюжет
Внимание:  Текстът по-долу разкрива сюжета на произведението (или части от него)!
Както и в Метро 2033, централно място е Московското метро. Изминали са повече от 20 години, откакто човешката цивилизация не властва на Земята и е принудена да живее под облъчената с радиация повърхност.
Действието в „Метро 2034“ се развива около станция „Севастополска“, чийто жители са принудени ежедневно да се отбраняват от нападенията на различни чудовища и мутанти. Няколко души – Омир, Ахмед и загадъчният сталкер Хънтър тръгват по следите на изчезнал керван, изпратен от ръководството на Севастополска да достави от метрополитена патрони и муниции.

## Герои
- Омир – Един от жителите на „Севастополска“. Преди ядрената война е работил като помощник-машинист. Посвещава остатъка от живота си на записването на историята на живота в метрото за бъдещите поколения.
- Хънтър – Второстепенен герой от Метро 2033, бригадир на кервана от „Севастополска“. Циничен и студен, Хънтър е машина за убиване, безжлостно унищожаваща всичко по пътя си. В „Метро 2034“ обаче бригадирът претърпява катарзис, след като среща Саша.
- Саша – Жителка на станция „Коломенска“. Напуска станцията след смъртта на баща си, след което среща Омир и Хънтър. Впоследствие Саша се влюбва в Хънтър.
- Леонид – Скитащ музикант, флейтист. Син на ръководителя на Червената линия Москвин, Леонид се опитва да направи хората щастливи, благодарение на музиката.
- Артьом – Главен герой в Метро 2033. След събитията в първия роман живее нормален живот на станция ВДНХ.
- Мелник – Ръководител на Ордена, защитаващ цялото метро от нашествия.